# Love Don't Live Here Anymore

Love Don't Live Here Anymore est une chanson écrite par Miles Gregory et enregistrée par le groupe Rose Royce en 1978 pour l'album Rose Royce III: Strikes Again!. Elle est produite par Norman Whitfield et Paul Buckmaster.
La chanson a été reprise par Morrissey–Mullen (en), Ms. Dynamite, Faith Evans, Mary J. Blige, City and Colour, Jimmy Nail mais plus notablement par Madonna sur l'album Like a Virgin en 1984, avant de paraitre plus tardivement sur l'album Something to Remember (1995).